# Dellwood (Minnesota)
Dellwood é uma cidade localizada no estado americano de Minnesota, no Condado de Washington.

## Demografia
Segundo o censo americano de 2000, a sua população era de 1033 habitantes.
Em 2006, foi estimada uma população de 1061, um aumento de 28 (2.7%).

## Geografia
De acordo com o United States Census Bureau tem uma área de
7,3 km², dos quais 7,1 km² cobertos por terra e 0,2 km² cobertos por água.

## Localidades na vizinhança
O diagrama seguinte representa as localidades num raio de 8 km ao redor de Dellwood.